# Hotel Negresco
Hotel Negresco er et 5 stjernet luksushotel beliggende på Promenade des Anglais i Nice, Frankrig.
Hotellet blev opført 1912 og er et af de fornemste hoteller på kysten. Der er udsøgte malerier, antikke møbler og kunstgenstande overalt. Hotellet har 145 værelser. 

## Indretning
Hotellets restaurant ”Le Chantecler” byder på fineste fransk madlavning. Restauranten har vundet en plads i Michelin-guiden.
Gustave Eiffel (1832-1923) var konstruktør og arkitekt ved bygning af hotellets overetage. Han designede en af den tids smukkeste Europæiske glaskupler, der danner loft i hotellets fineste salon, Salon Royal.